# VHS

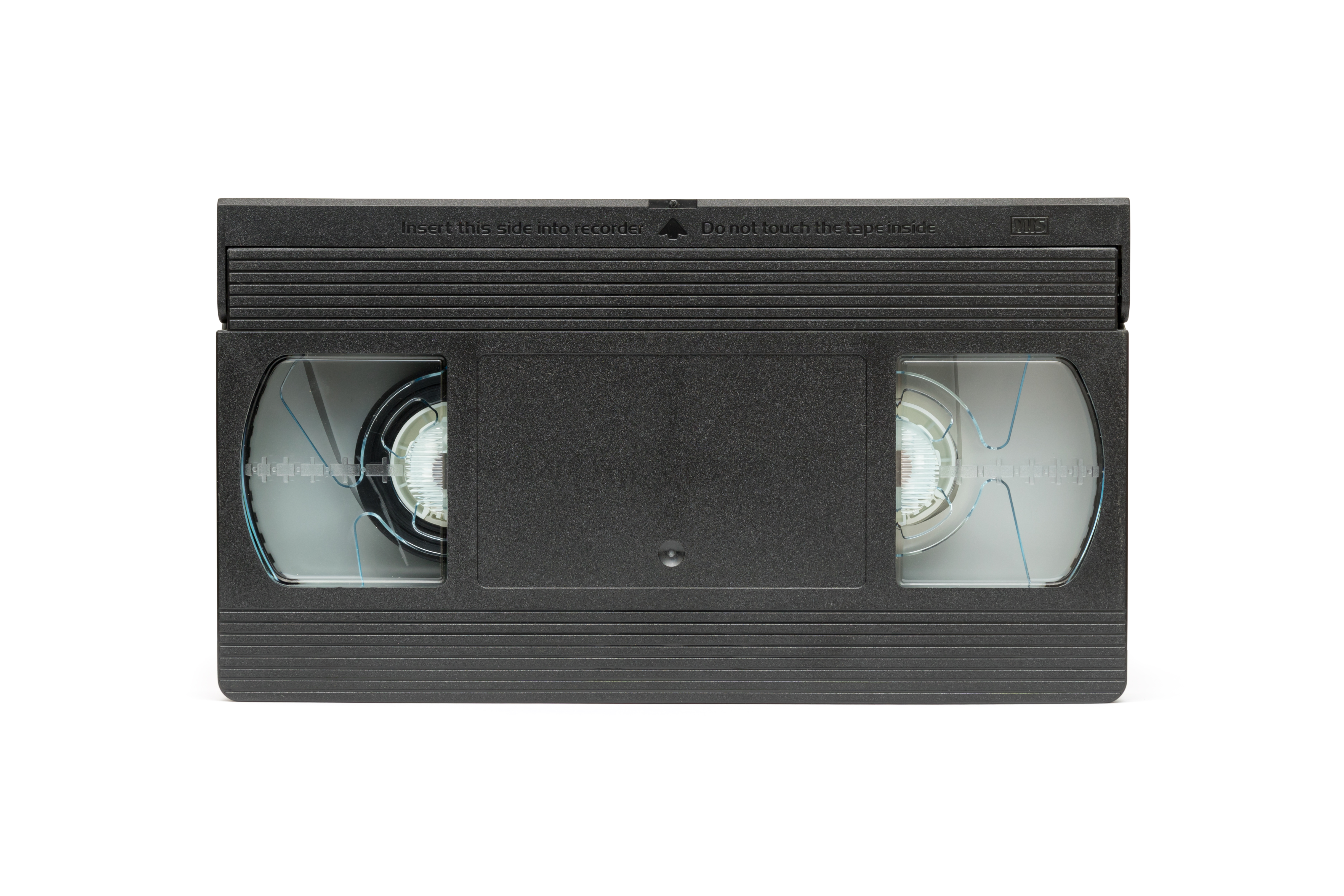
Videokazeta VHS

Video Home System (VHS, česky systém domácího videa) je standard pro nahrávání a přehrávání na kazetových videorekordérech.
VHS ukládá obraz i zvuk na videokazetu velikosti přibližně 185×100×25 mm (o něco méně než velikost formátu A5), která obsahuje magnetickou pásku šířky 0,5 palce (přibližně 12,7 mm), převíjející se mezi dvěma cívkami. Standard byl vyvinut firmou JVC (za použití technologie licencované od Sony) a zveřejněn byl poprvé v září 1976. V osmdesátých a devadesátých letech se VHS stalo de facto standardním formátem pro amatérské nahrávání a přehrávání videa poté, co vyhrálo válku s formátem Betamax firmy Sony (a v menší míře s formátem Video 2000 firmy Philips). Betamax poskytoval vyšší kvalitu záznamu, VHS však zvítězilo zejména díky nabízené větší délce záznamu (postupně až 300 minut v režimu SP) a jednoduššímu mechanickému řešení videokazety, díky kterému se VHS kazety daly výrazně rychleji převíjet.
Obraz je v systému VHS nahráván na pásku do šikmých stop dvěma videohlavami, umístěnými na rotujícím bubnu, okolo jehož více než poloviny obvodu je páska ovinuta. Pro nahrávání delších pořadů byly postupem času přidány režimy LP (dvojnásobná) a EP (trojnásobná délka záznamu, někdy označováno též jako SLP), kdy se páska pohybuje poloviční, v případě EP/SLP třetinovou rychlostí a obraz je zaznamenáván do užších stop dalšími dvěma hlavami (tzv. čtyřhlavý videorekordér).
Rychlost posuvu pásku je 33,35 mm/s (1,31 palce/s) ve standardním režimu SP (pro srovnání: rychlost posuvu audiokazet je 47,5 mm/s). Rotace bubínku s hlavami je 1800/1500 min−1 NTSC/PAL. Díky tomu je relativní rychlost hlavy vůči pásku 5,8 m/s.
Nejprodávanější VHS kazety byly ty o délce 240 minut – tedy 4 hodiny záznamu v SP (čili normálním) režimu. (Při použití LP režimu se páska zpomalí dvojnásobně = záznam na tuto kazetu je dlouhý 8 hodin, při režimu EP se zpomalí trojnásobně = záznam 12 hodin.)
Zvuk byl zpočátku nahráván pouze monofonně do podélné stopy s kvalitou horší než na analogové audiokazetě (frekvenční rozsah přibližně 100 Hz – 8 kHz, odstup signálu od šumu 42 dB v režimu SP). Později byly na trh uvedeny tzv. šestihlavé videorekordéry, které nahrávají dalšími dvěma hlavami na rotujícím bubnu stereofonní zvuk v kvalitě blízké CD (frekvenční rozsah přibližně 20 Hz – 20 kHz, odstup signálu od šumu více než 70 dB v režimu SP). Této technické vlastnosti se v devadesátých letech užívalo pro záznam hudby v rádiích.
Šířka pásma zaznamenávaného videa 3 MHz, odpovídající horizontálnímu rozlišení 240 linií – v obraze rozlišitelných svislých sloupců (vertikální rozlišení je 576 řádek jako u jiných analogových záznamových systémů pracujících s PALem) byla pro náročnější uživatele nedostatečná, proto byl v roce 1987 uveden na trh systém S-VHS. Horizontální rozlišení jasové složky se zvýšilo na 400 svislých linií, což představuje kvalitu blízkou analogovému televiznímu vysílání. Digitální standard D-VHS se záznamem obrazu ve formátu MPEG-2 na videokazety VHS, který byl uveden na trh v roce 1998, se komerčně neprosadil.
Pro použití ve videokamerách existují menší verze VHS-C a S-VHS-C. Na kazety tohoto formátu je možné nahrát až 60 minut v režimu SP, pro použití těchto kazet ve stolních přístrojích existují mechanické adaptéry.
V současnosti[kdy?] je používání VHS na ústupu. V amatérských videokamerách se používá nejčastěji digitální systém DV, pro distribuci filmů standard DVD, který se postupně prosazuje i pro domácí nahrávání. VHS je však stále široce rozšířeno zejména díky dříve zakoupeným produktům využívajícím standard VHS a rozsáhlým domácím videotékám na kazetách VHS.

## Digitalizace VHS do novějších formátů
S příchodem nových technologií vznikla poptávka po kopírování videozáznamů z VHS kazet na nová média. Nejprve se jednalo o převod VHS na DVD ve formátu pro DVD přehrávače. DVD po spuštění obvykle obsahovalo MENU, ve kterém mohla být videa rozdělena do kapitol. Běžná čtyřhodinová VHS kazeta se při datovém toku 6300kbps vešla na 2 DVD. Tento datový tok umožňoval zachování kvality obrazu. Dalším krokem u digitalizace VHS kazet bylo ukládání do videosouborů (AVI, MP4, MPG atd.). Videa z VHS se tak stala jednoduše přehrávatelnými v počítači nebo v televizi pomocí USB flashdisku.
Existuje několik způsobů, jak video z VHS získat. Vždy je k tomu ale zapotřebí videorekordér (VHS přehrávač), který už se dnes nevyrábí (poslední kusy byly vyrobeny v roce 2016), a nějaké záznamové zařízení. Na trhu jsou (či byly) k dispozici kombinované VHS-DVD přehrávače, USB převodníky a např. TV karty pro záznam videa v PC. Kvalita digitalizace pomocí jednotlivých zařízení je různá. Například u USB převodníků byl častý problém se synchronizací obrazu a zvuku, jindy zase trhaný obraz.